# Dalovice (Mladá Boleslav-i járás)
Dalovice település Csehországban, a Mladá Boleslav-i járásban. Dalovice Mladá Boleslav és Bukovno településekkel határos. Lakosainak száma 266 fő (2024. január 1.).

## Népesség
A település lakosságának változását az alábbi diagram mutatja:
| Lakosok száma | 263  | 348  | 582  | 418  | 237  | 195  | 252  | 253  | 256  | 266  |
|               | 1869 | 1890 | 1921 | 1950 | 1980 | 2001 | 2017 | 2019 | 2022 | 2024 |